# Kanako Maeda
Kanako Maeda (前田 夏菜子— Maeda Kanak?) (Kyoto, Japón; 23 de junio de 1966) es una actriz japonesa, conocida en la serie Super Sentai Maskman por su rol de Momoko y Pink Mask.

## Biografía
Kanako se formó en la Academia de las Artes y las Ciencias adscrita a la Asociación de Teatro Contemporáneo. Mientras estaba en la escuela secundaria hizo su debut en el mundo del entretenimiento. Después de trabajar en la escuela secundaria de ciencias NHK Educational TV "Searching for the Earth", hizo una aparición especial en Fuji TV "Sukeban Detective II Girl Iron Mask Legend". En 1987 hizo una aparición regular como Momoko y Pink Mask en la undécima serie de Super Sentai Hikari Sentai Maskman.
Después del final de la mencionada serie, apareció en el programa de variedades "All Night Fuji" como la chica CX de segunda generación, y desde entonces ha estado activa principalmente en dramas de televisión, pero se retiró del mundo del entretenimiento en 1994. Su destino después de eso era desconocido, pero el 5 de mayo de 2018, se reunió con Yuki Nagata, quien interpretó el papel de Haruka y Yellow Mask en la misma serie.
Sus pasatiempos son leer, ver películas y cocinar. Sus habilidades especiales son el tenis, koto y piano. También posee una licencia de cuarta clase para operadores de embarcaciones pequeñas.
Ryōsuke Kaizu, con quien también coprotagonizó, describió a Maeda como una ídol en el campo. Kanako también testificó que no era bueno en la acción, por lo que utilizó acrobacias y trabajos de cámara para expresar Tai Chi.

## Filmografía
- Hikari Sentai Maskman (1987-1988): Momoko (モモコ?)/Pink Mask (ピンクマスク Pinku Masuku?)
- Dong Jing qiao gu niang
- Chōjin Sentai Jetman (1991-1992): Kanna (カンナ— Kanna)?) (episodios 23 y 24)